# Saiyans de Dragon Ball
 (janvier 2025).
- Si vous ne connaissez pas le sujet, laissez ce bandeau (vous pouvez alors contacter les auteurs).
- Si vous supprimez le contenu mis en cause (vous pouvez préalablement contacter les auteurs),

argumentez précisément cette suppression dans la page de discussion
(un manque de référence n'est pas un argument ; une recherche réelle de référence doit avoir été effectuée, être formellement documentée).
Cet article recense exclusivement les saiyans de Dragon Ball qui ont été mentionnés par Akira Toriyama dans son manga, dans l'anime par ses scénaristes, ou qui ont été évoqués dans un artbook officiel supervisé par Toriyama. Ils sont comptabilisés à partir de l'arrivée de Raditz jusqu'à la mort de Freezer. Aucune source officielle ne mentionne de puissance au-delà de cette partie de l'histoire.
- Haut – A
- B
- C
- D
- E
- F
- G
- H
- I
- J
- K
- L
- M
- N
- O
- P
- Q
- R
- S
- T
- U
- V
- W
- X
- Y
- Z

## B

### Bardack

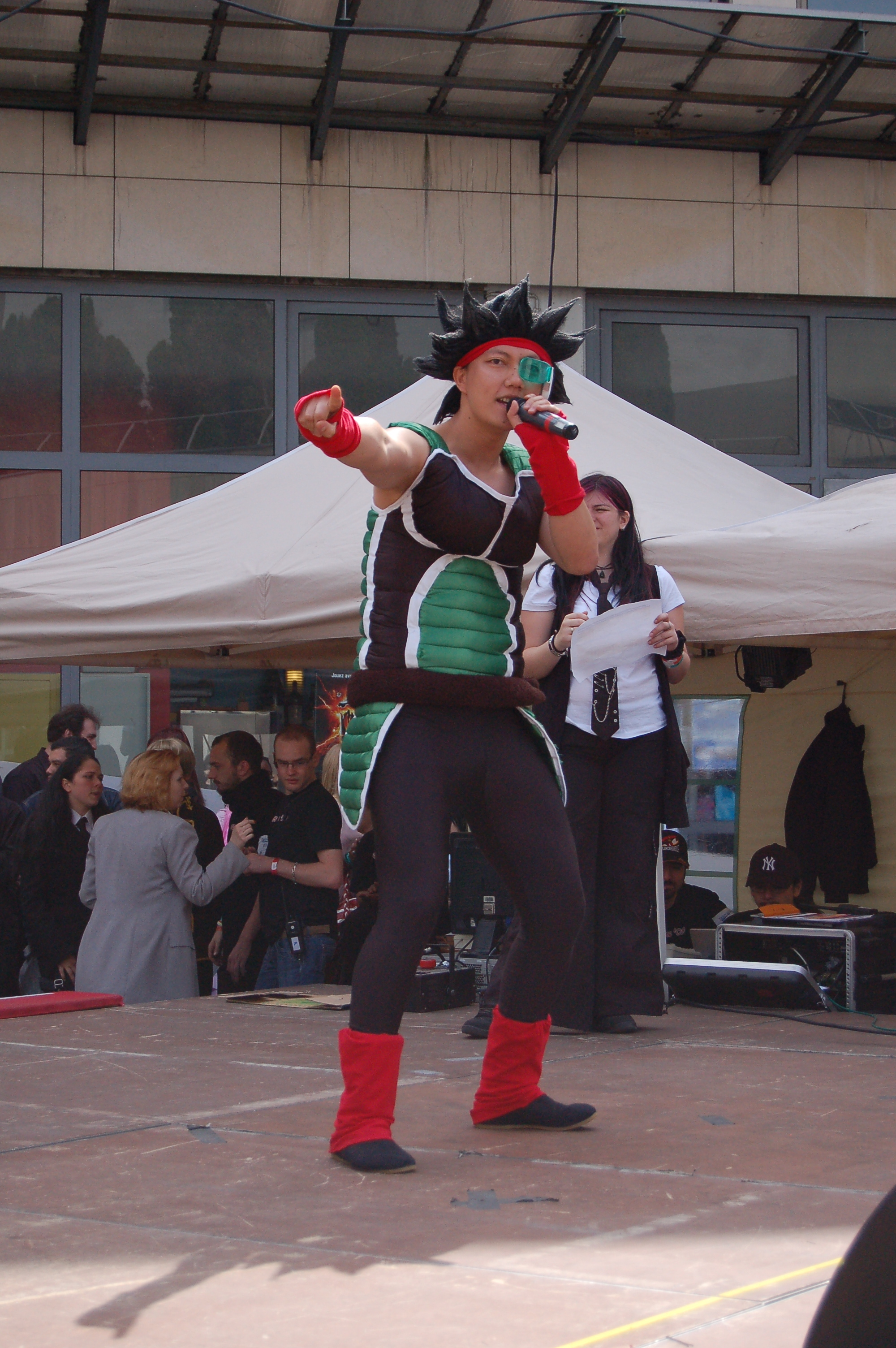
Cosplay de Bardock à la convention Epitanime de 2009, en Île-de-France.

Baddack (バーダック, Bādakku), nommé Bardock dans les versions françaises de l’anime et Bardack dans la Perfect Edition, doublé par Masako Nozawa en japonais et Patrick Borg en français, décédé en 737, apparaît essentiellement dans le TV Special Baddack contre Freezer qui lui est consacré, et est également évoqué au cours de la saga Freezer lors de flashbacks, dans l’OAV Épisode de Baddack ainsi que dans le chapitre bonus de Jaco the Galactic Patrolman et dans le film Dragon Ball Super: Broly adaptant le chapitre bonus de ce dernier. Il apparaît également dans l’arc Granolah de Dragon Ball Super faisant plusieurs apparitions servants l’intrigue. C'est le père biologique de Son Goku et de Raditz, enfants qu'il a eu avec Gine.

#### Profil
La biographie de Bardock pose problème. Les trois œuvres qui lui sont consacrées sont contradictoires.
- Dans Baddack contre Freezer, il a été victime d'une attaque par un guerrier de la planète Kanassa, ce qui lui permet d'anticiper le futur. Dans un animé de vingt minutes intitulé Épisode de Bardock, son don de prédire le futur disparaît et il est propulsé mille ans en arrière par l'attaque de Freezer, sans explications scénaristiques à ce sujet, puis devient ensuite le Super Saiyan de la légende.
- Dans ces deux œuvres, le Saiyan est un être cruel qui ne se soucie pas de son fils, mais qui s'humanise progressivement. Tous ces éléments ne font pas partie de la conception d'Akira Toriyama.
- En revanche, dans le manga Jaco the Galactic Patrolman et en même temps dans le film Broly, Akira Toriyama revient sur les origines saiyannes de Son Goku et offre un dialogue entre les parents de Goku, qui montre que Gine a des sentiments humains inhabituels chez les Saiyans, et qu'elle a une influence positive sur Bardock et ses enfants. C'est également lui qui décide d'envoyer Goku sur la Terre pour le protéger, ce qui explique, par la même occasion, que Goku soit le seul bébé Saiyan envoyé sur une autre planète au moment de l'explosion de la planète Vegeta. Cette révélation tardive contredit, sur plusieurs points, les deux films connus du public sur lui et même plusieurs sous-entendus (faible force de Goku à la naissance, envoi programmé sur la Terre, indifférence du père et de la mère) concernant les raisons de la venue sur Terre de Goku dans le manga.

#### Biographie fictive
Biographie originale (initiale)
Bardock est le leader d'un commando Saiyans, composé de cinq guerriers dont il fait partie et chargé, comme tous les autres Saiyans à la solde de Freezer, de conquérir des planètes pour les vendre aux plus offrants. C'est un guerrier de seconde classe, le père de Raditz et Kakarotto (prénommé Son Goku dès l'arrivée de ce dernier sur Terre). Il a honte de son fils cadet, car la force de combat de ce dernier est très faible pour un Saiyan, et refuse même d'aller le voir à sa naissance.
Un jour, son équipe et lui réussissent à conquérir la planète Kanassa après y avoir massacré tous les habitants, mais l'un d'entre eux a survécu et le frappe à la nuque pour lui transmettre son don de précognition, ce qui fait que le Saiyan peut voir des visions futures concernant l'avenir de son propre peuple. Mais après avoir tué le dernier Kanassien, il perd soudainement connaissance et ses compagnons le ramènent sur leur planète d'origine pour qu'il se fasse soigner. Ses quatre équipiers partent ensuite, sans lui, sur la planète Meat, mais ces derniers ont la désagréable surprise de découvrir la trahison de Freezer et ses hommes et trois de ses compères sont tués (seul Toma est encore vivant, bien que mortellement blessé). Pendant sa convalescence, il est assailli de visions où il voit ses camarades tués, la planète Vegeta détruite, l'arrivée de son fils cadet sur Terre et l'avenir de ce dernier. Guéri de ses blessures, il part directement rejoindre ses amis sur Meat, mais découvre avec horreur leurs cadavres. Toma, toujours en vie, lui apprend tout ce qui s'est passé et lui conseille de prévenir ses semblables afin qu'ils s'unissent contre le tyran, avant de s'éteindre. Après avoir nettoyé le sang de ses défunts compagnons avec le foulard de son ami le plus proche et le porter en bandeau pour leur rendre hommage, il bat trois des soldats de Freezer pour les venger, mais se fait surprendre par une attaque puissante de Dodoria qui le laisse pour mort. Bien que grièvement blessé, amoché et épuisé, il regagne son vaisseau et rentre sur Vegeta, croisant en route le vaisseau de son pire ennemi et celui de son fils cadet qui se dirige vers la Terre, échappant ainsi au futur drame.
Arrivé au quartier Saiyan, il essaie de convaincre ses congénères de l'aider à combattre Freezer, mais hélas, ceux-ci lui rient au nez et ne le prennent pas au sérieux. Après leur avoir répliqué qu'ils vont regretter d'avoir fait la sourde oreille, il part seul affronter le tyran et ses hommes et bien qu'il réussisse à se débarrasser de quelques soldats, il est retenu par d'autres et confronte enfin le monstre. Malgré sa plus puissante attaque, Freezer la neutralise, élimine ses propres hommes et le Saiyan avec une Death Ball, détruisant la planète Vegeta par la même occasion. Avant de disparaître, il a une dernière vision, où il voit son fils, devenu adulte, en face-à-face avec le tyran.
L'histoire de Bardock a un ton assez différent du reste de la série, le fait que l'on sache que son combat fut vain ajoute beaucoup à la tension dramatique.
Biographie alternative
Un anime dérivé lui est entièrement consacré : Dragon Ball : Épisode de Bardock.
Dans cette série, il a survécu, contre toute attente, à l'explosion de la planète Vegeta, mais ne se souvient de rien après cet événement.
Il est recueilli et soigné par le médecin du village de la planète Plant, Ipana et son fils, Berry. Il se rend alors compte avoir atterri dans le passé, car non seulement la planète Plant ressemble beaucoup à la planète Vegeta, mais les habitants de cette planète sont les ancêtres des Tsufuls. Alors que des ravisseurs attaquent la planète, il intervient et les bat très facilement. Les villageois lui montrent leur reconnaissance, mais il leur dit que ça lui est égal qu'ils vivent ou meurent, n'ayant pas fait ça pour les sauver. Il s'isole dans une grotte et tente de se souvenir de ce qui s'est passé, tout en s'entraînant. Berry vient alors lui rendre visite et lui rapporte de quoi manger, mais il refuse. Réalisant qu'il commence à avoir faim, il finit par changer d'avis. Berry continue de lui rapporter des provisions, mais cette fois-ci, il accepte, partage sa nourriture et sympathise avec le petit en lui disant son nom. Soudain, Chilled, un tyran ressemblant beaucoup à Freezer, et qui en réalité est un de ses ancêtres, attaque à son tour la planète avec ses sbires. Il bat à nouveau les sbires de Chilled sans problème, et fait face à ce dernier, croyant qu'il s'agit de Freezer. Mais il n'en est rien et il ne fait pas le poids face au tyran. Berry tente de le sauver, mais Chilled l'assomme. Fou de rage, il sent une incroyable puissance monter en lui, se transforme en Super Saiyan et met Chilled hors d'état de nuire sans grande difficulté. Chilled meurt dans son vaisseau alors qu'il était sous assistance respiratoire. IL s'en va, reconnaissant envers Ipana et Berry pour leur hospitalité et leur aide.
De cette histoire est alors née la légende du Super Saiyan, que Freezer craint de découvrir un jour.
Biographie canon
Dans le manga bonus Dragon Ball Minus du manga Jaco the Galactic Patrolman et le film Broly, les origines de Bardock sont modifiées et remises à jour.
Le Saiyan se bat pour nourrir sa famille (sa femme et ses deux fils), le manga introduit pour la première fois la mère de Son Goku: Gine (ギネ, Gine).
Freezer ordonne à tous les Saiyans de rentrer sur la planète Vegeta. Un de ses compagnons aurait entendu dire que la légende du "Super Saiyan" referait surface chez les hommes du tyran.
Pris d'un mauvais pressentiment et trouvant étrange la présence de son pire ennemi sur sa planète, il se fie uniquement à son intuition et vole un module sphérique pour envoyer son fils Son Goku (ayant exactement deux ans) sur la planète Terre afin de lui sauver la vie. Il montre d'ailleurs sans contester beaucoup d'égard et d'attachement envers Gine et ses deux enfants.
La planète Vegeta est détruite peu après le départ du jeune garçon, tandis que Raditz était déjà sur une autre planète, travaillant pour le jeune Prince Vegeta. Conformément à l'histoire originale de Dragon Ball Z, Bardock meurt en défendant sa planète de la Boule de la mort de Freezer, la boule d'énergie ayant absorbé son attaque ultime .
Dans Dragon Ball Minus, aucun chiffre n'est mentionné. En revanche, dans le film canon Broly, Son Goku a été expédié sur Terre en l'an 739 par ses parents.

#### Description
À propos du nom
Comme tous les Saiyans, son nom vient d'un légume. Bādakku vient du mot anglais Burdock qui signifie bardane.
Physique
Il est le sosie parfait de Son Goku, Thalès, Son Goten et Son Goku Junior, à l'exception d'une cicatrice en forme de X sur la joue gauche et de son regard plus dur. À quelques exceptions près, il porte la même armure que Vegeta durant la partie Cell, de longs protèges-poignets rouges ainsi qu'un bandana rouge sur le front.
Dans Dragon Ball Minus et le film Broly qui restent canon, il porte une armure qui ressemble un petit peu à celle que Vegeta portait lorsque ce dernier avait mis pieds pour la première fois sur la Terre. Il a toujours une cicatrice en forme de X sur la joue gauche. Cependant, il n'a pas de bandana sur le front et porte de longs protèges-poignets bleues. Il garde un teint légèrement bronzé contrairement à son ancienne version.
Comme tous les Saiyans de la pure espèce, il a une queue de singe.
Famille
Étant le père de Kakarotto et de Raditz et l'époux de Gine, il appartient au peuple des Saiyans. Par conséquent, Chichi est sa belle-fille, Son Gohan et Son Goten sont ses petits-fils, Videl est sa belle-petite-fille, Pan son arrière-petite-fille et Son Goku Junior son arrière-arrière-arrière-petit-fils.
Puissance
Au commencement : 10 000 (mort frôlée face à Toro),
Rien n'indique la force de combat de Bardock à sa mort. Selon le médecin qui le soigne après qu'il fut frappé à la tête, il n'est qu'un combattant de second ordre, mais sa force deviendrait au moins dix fois plus grande. Sa force étant de 10 000 unités, cela reste cohérent sachant qu'il a été battu en un coup par Dodoria dont la puissance est de 22 000[pas clair].
Depuis sa transformation en Super Saiyan contre Chilled dans l'épisode de Baddack, ses capacités augmentent énormément, mais son niveau de puissance n'est pas connu.
Techniques
- Buku Jutsu
- Kikoha
- Oozaru
- Super Saiyan (contre Chilled).

### Beets
Ce Saiyan apparait pour la première fois dans le film Broly. Il échoue sur la planète Vampa avec Paragus. La navette étant hors d'usage, il se retrouve coincé et se fait tuer par Paragus qui veut économiser le peu de vivres qu'ils ont à disposition. Beets n'a aucune compétence particulière en combat, il est un simple mécanicien chargé de l'entretien des navettes de la flotte des Saiyans.
À propos du nom
Comme tous les Saiyans, son nom fait référence à un légume. Beets dérive de l'anglais « beet » qui désigne la betterave.

### Black Goku
Black Goku (ゴクウブラック, Gokū Burakku, Goku Black en japonais), généralement appelé Black, apparaît lors de l'arc Trunks du futur de l'univers Dragon Ball Super, dont il est l'antagoniste principal.

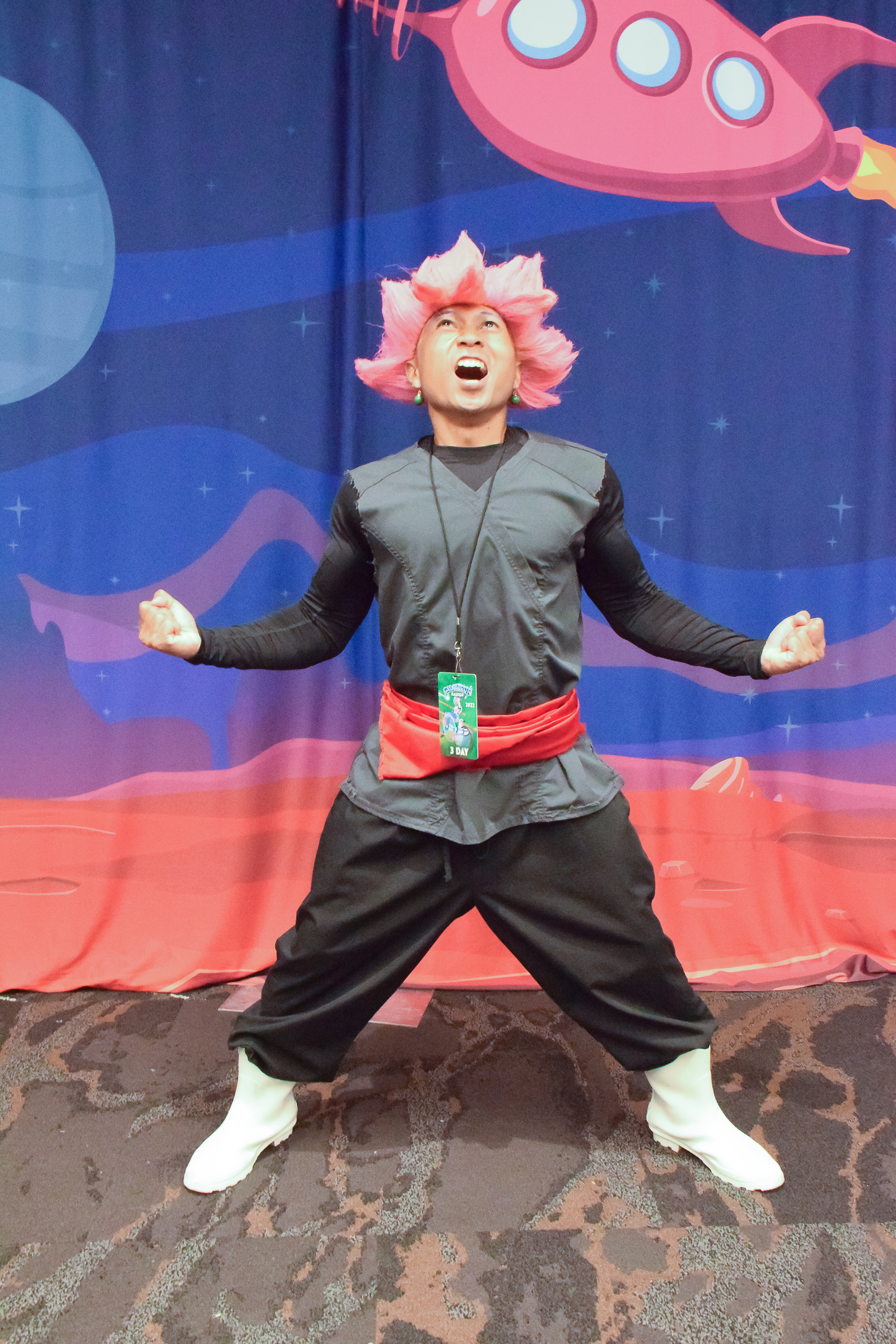
Cosplay de Black Goku en Super Saiyan Rosé à la GalaxyCon Raleigh 2022, aux États-Unis.

Après la victoire de Trunks sur Babidi, il a décimé en un an la plupart des humains ainsi que Bulma. Trunks l'affronte plusieurs fois, avant de voyager dans le temps afin de demander de l'aide à Son Goku et son père Vegeta. Black le suit en utilisant un anneau du temps. Il combat avec Son Goku puis retourne dans son époque malgré lui à cause d'un portail qui l'aspire. Quelques jours plus tard, Vegeta, Son Goku et Trunks combattent Black dans le futur. Vegeta l'affronte directement en Super Saiyan Bleu, ce qui pousse Black à utiliser la même transformation, mais sous forme du Super Saiyan Rosé. Par la suite, Zamasu apparaît, et les protagonistes découvrent qu'il s'agit en fait d'un Zamasu venant lui-même du passé, ayant échangé son corps avec celui de Son Goku, grâce aux Super Dragon Balls. Vaincus une première fois, Son Goku et Vegeta retournent dans le présent afin de se soigner et profitent de l'occasion pour s'entraîner dans la Salle de l'Esprit et du Temps. Ils retournent ensuite dans le futur pour affronter à nouveau leurs ennemis, Vegeta affrontant Black et Son Goku affrontant Zamasu. Black totalement dépassé par la nouvelle puissance de Vegeta, fusionne avec son alter ego pour former un guerrier encore plus puissant. Vegeta et Son Goku fusionneront de la même façon, mais la fusion s'estompe rapidement en raison de la quantité d'énergie utilisée en Super Saiyan Bleu et seront à nouveau vaincus par leur adversaire. Trunks prendra le relais et parviendra à le pourfendre grâce à son épée ayant absorbé en partie l'énergie des survivants. Cependant, il réapparaît et enveloppe l'univers entier de son esprit maléfique. Son Goku fait apparaître le roi Zeno du futur qui détruit l'univers de Trunks, détruisant Black et Zamasu définitivement par la même occasion. À la suite des révélations sur les plans de Zamasu pour tuer Gowasu afin d'utiliser l’anneau du temps pour avoir les Super Dragon Balls, Beerus le détruit, empêchant ainsi l'apparition de Black Goku dans le passé.
Physique
Il a la même apparence que Son Goku (car Zamasu avait fait le vœu d'échanger son corps avec ce dernier).
Caractère
Il est à l'opposé du caractère de Son Goku, jugeant les humains (et toute race humanoïde) inférieurs. Il est également mégalomane et cruel.
Techniques
- Black Kamé Hamé Ha
- Super Saiyan Rosé
- Rayon tranchant
- Déplacement instantané.

### Bra
Bra (ブラ, Bura), née en 780, soit peu avant le 28e Tenkaichi Budokai, ne montre pas de compétence particulière pour le combat, mais c'est aussi parce qu'elle n'apparaît pas énormément dans l'histoire du fait de son jeune âge. Mais vu son origine, on peut supposer qu'elle possède des capacités au combat. Dans Dragon Ball GT, on la voit d'ailleurs utiliser ses pouvoirs pour donner son énergie à Vegeta lorsque celle-ci est sous le contrôle de Baby. Mais dans Dragon Ball GT, c'est une fille gâtée qui passe son temps à flâner dans les magasins et à idolâtrer son père. Elle est très belle et ressemble trait pour trait à sa mère lorsqu'elle était jeune.
À propos du nom
Son nom a un double sens comme son frère Trunks. Bra signifie soutien-gorge en anglais. Il reflète la tendance de la famille à donner des noms de sous-vêtements.
Famille
Elle est la fille de Vegeta et Bulma et la petite sœur de Trunks.

### Brocco
Brocco (ブロッコ, Burokko) est un Saiyan du passé. Il apparaît pour la première fois dans un épisode de Dragon Ball Z avec son compagnon Pumpkin alors que Tenshinhan, Chaozu, Yamcha et Krilin s'entraînent chez le Tout-Puissant pour la première fois.
À propos du nom
Comme tous les Saiyans, son nom fait référence à un légume. Tout comme Broly, Brocco dérive de l'anglais « broccoli » qui désigne le brocoli.

## C

### Cabba
Pour les articles homonymes, voir Cabba.
Cabba (キャベ, Kyabe) est un combattant Saiyan de l'univers 6. Il apparaît pour la première fois lors du tournoi entre les univers 6 et 7. Il est opposé à Vegeta, qui lui apprend à se transformer en Super Saiyan, mais il est vite éliminé par ce dernier. Cependant, Vegeta s'intéresse vite à ce garçon et, regrettant de n'avoir jamais connu Sadala (planète d'origine des Saiyans), demande à Cabba de l'emmener un jour sur la planète Sadala de l'univers 6 pour y rencontrer leur souverain. Lors du recrutement du Tournoi du Pouvoir, il apprend à son tour à Caulifla et à Kale à se transformer en Super Saiyan. Après cela, Cabba et les deux jeunes filles participent au tournoi. Cabba semble vouer un très grand respect à Vegeta, à tel point qu'il l'appelle « maître ». D'ailleurs, lorsque Cabba est sur le point d'être éliminé, Vegeta l'empêche de tomber de l'arène et lui rappelle sa promesse de lui faire découvrir la planète Sadala. Par la suite, Cabba se lance dans un violent combat contre Monna, une des championnes de l'univers 4. Pour le provoquer, Monna menace d'attaquer Vegeta, Kale et Caulifla dès qu'elle en aura fini avec lui, ce qui fait entrer Cabba dans une fureur telle qu'il atteint enfin le stade du Super Saiyan 2 et élimine Monna sans difficulté.
Malheureusement, très épuisé juste après son combat, Cabba tombe sur Freezer qui l'attaque aussitôt à coups de rayon. Cabba ne peut riposter et est vite éliminé. À la suite de la défaite de l'univers 6, Cabba est effacé de la réalité.
Il fut ressuscité en même temps que ses coéquipiers de l'univers 6, et remercie Vegeta d'avoir tenu sa promesse.
Physique
Il est petit en taille et pas très musclé. Il porte une ancienne armure de l'époque où les Saiyans n'avaient pas encore rejoint Freezer. Dans la série animée, Cabba ne connaît pas l'existence de la queue des Saiyans. Dans le manga, il explique que les Saiyans de son univers n'ont plus de queue à cause de l'évolution.
Techniques
- Buku Jutsu
- Garrick Cannon

Transformations
- Super Saiyan
- Super Saiyan 2

À propos du nom
Comme tous les Saiyans, son nom fait référence à un légume. Cabba vient de l'anglais « cabbage » qui désigne le chou.

### Caulifla
Caulifla (カリフラ, Karifura) est la première Saiyan de sexe féminin à apparaitre dans l'anime Dragon Ball Super. Elle est appelée Califla dans la version française de l' anime. Elle vient de l'univers 6. Elle apprend à se transformer en Super Saiyan grâce à Cabba, qui lui explique comment concentrer son ki et a découvert le Super Saiyan 2. Cependant, elle n'a pas réussi à contrôler cette forme et n'a pas pu se transformer à nouveau en Super Saiyan 2. Puis, Son Goku lui apprend, pendant le Tournoi du Pouvoir, à contrôler le Super Saiyan 2. Elle sauve Son Goku qui était pris à partie par plusieurs adversaires, et exige de celui-ci qu'elle l'affronte dans le but d'atteindre le stade du Super Saiyan 3. Avec Kale, elles arrivent tant bien que mal à rivaliser avec Son Goku sous sa forme du Super Saiyan Divin. Sur le point d'être éjectée du ring, elle fusionne avec Kale pour battre Son Goku. À la suite de la défaite de l'univers 6, Caulifla est effacée de la réalité. Ramenée à la vie à la fin du tournoi, elle se décide à atteindre avec l'aide de Cabba et Kale le stade du Super Saiyan 3.
À propos du nom

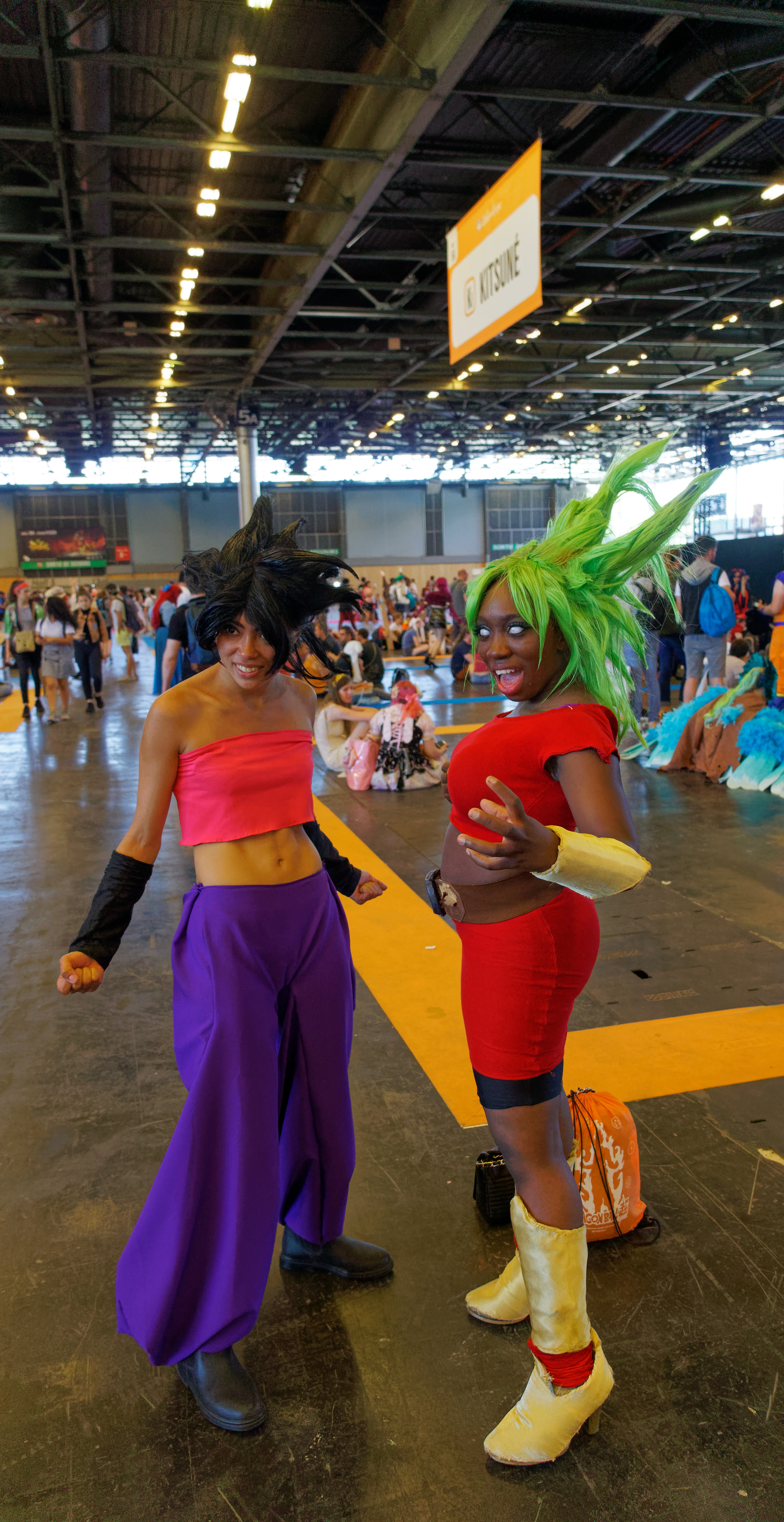
Cosplay de Caulifla (à gauche) à la Japan Expo 2019, en Île-de-France.

Comme tous les Saiyans, son nom fait référence à un légume. Caulifla vient de l'anglais « cauliflower » qui désigne le chou-fleur.
Techniques
- Buku Jutsu
- Crush Cannon

Transformations
- Super Saiyan
- Développement musculaire, niveau 1
- Développement musculaire, niveau 2
- Super Saiyan 2

### Cumber
Cumber (カンバー, Kanbā) est un ancien Saiyan qui apparait dans Super Dragon Ball Heroes. Il est présenté comme étant un Saiyan maléfique (悪のサイヤ人, Aku no Saiyajin).
Il est enterré par Fû sur la planète Prison. Son apparence n'est pas sans rappeler celle de Raditz. Il porte un casque en permanence autour de sa bouche.
Cumber semble avoir une histoire avec celui qui était à l'origine le tout premier Super Saiyan Divin, car en voyant la transformation du Super Saiyan Divin de Son Goku, il crie à plusieurs reprises en présence de celui-ci.
À propos du nom
Son nom vient du nom anglais du concombre, "cucumber".
Transformation
- Gorille géant doré
- Super Saiyan

## G

### Giblet
Giblet (ジブレット, Jiburetto) est un personnage apparaissant dans le jeu mobile Dragon Ball Legends. Il s'agit d'un Saiyan du passé, lorsque la Planète Vegeta s'appelait encore Planète Plant. Il à été manipulé par Zahha, un démon, afin d'affronter Shallot, son frère jumeau. Il peux se transformer en Super Saiyan God. Au début du jeu, avant de connaître sa véritable identité, il se cache sous une capuche rouge, ce qui lui vaut le nom d' Homme à la capuche ou le Saiyan en rouge.
À propos du nom
Son nom vient de la ciboulette.

### Gine
Gine (ギネ, Gine) est la femme de Baddack et la mère de Son Goku et Raditz. Elle apparaît pour la première fois dans le magazine de prépublication de mangas Saikyō Jump en mars 2014, et fait aussi une grande apparition dans le film Dragon Ball Super: Broly. Elle est doublée par Naoko Watanabe en japonais, et par Claire Morin en français.
Contrairement à la majorité des Saiyans, elle ne présente pas d'aptitudes particulières au combat. Pour cette raison, elle est donc transférée au centre de ravitaillement de la planète Vegeta. Comme de nombreux Saiyans, elle perd la vie lors de la destruction, orchestrée par Freezer, de la planète Vegeta.
À propos du nom
Comme tous les Saiyans, son nom fait référence à un légume. Gine vient de l'anagramme japonaise de la ciboule (ネギ, Negi).
Famille
C'est la mère de Kakarot (le futur Son Goku) et de Raditz et son mari est Baddack. Par conséquent, Chichi est sa belle-fille, Son Gohan et Son Goten sont ses petits-fils, Videl est sa belle-petite-fille, Pan son arrière-petite-fille et Son Goku Junior son arrière-arrière-arrière-arrière-petit-fils.

### Gogeta
Gogeta (ゴジータ, Gojīta) est le résultat de la fusion entre Son Goku et Vegeta.

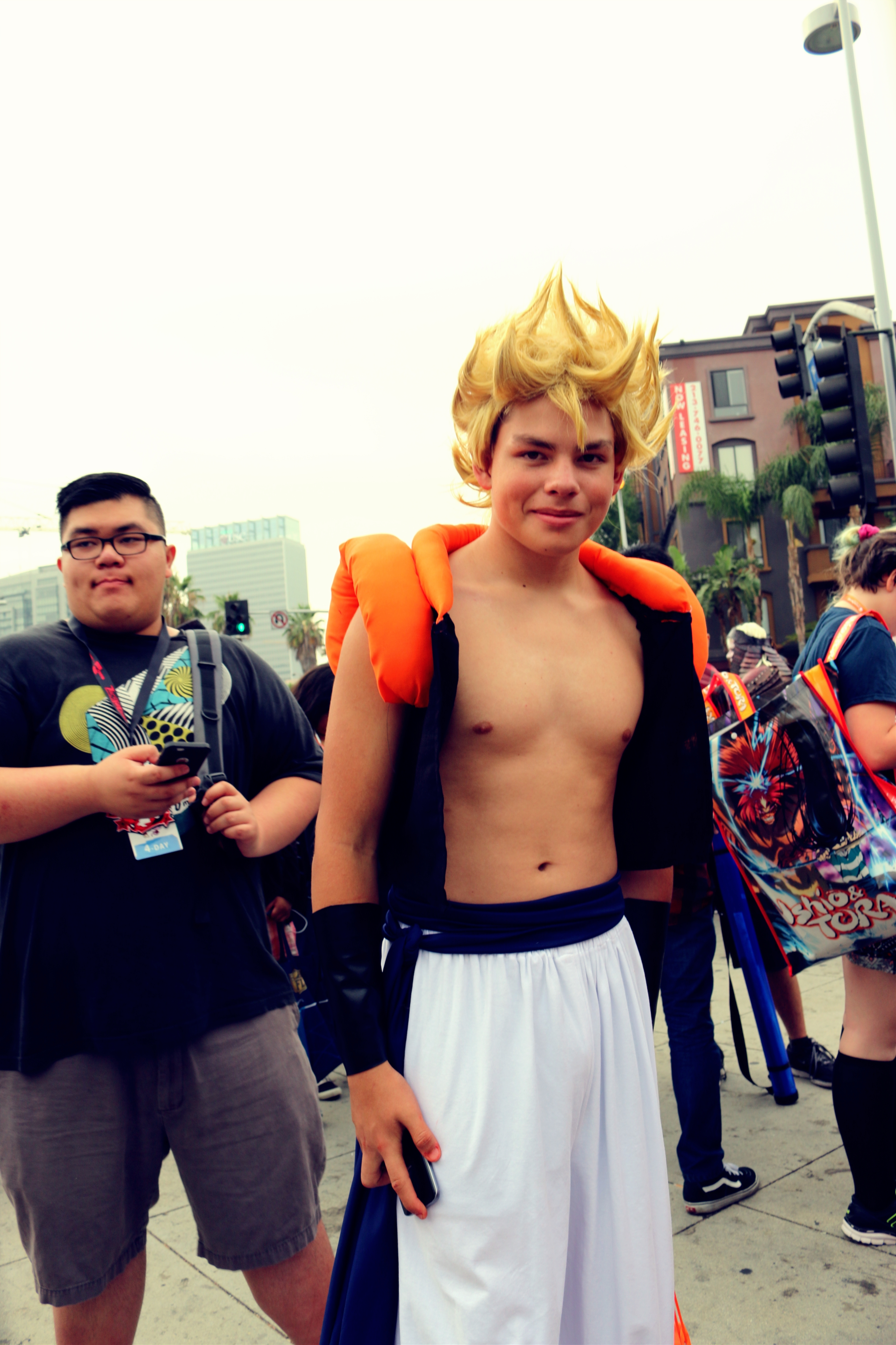
Cosplay de Gogeta en Super Saiyan à l'Anime Expo 2016, à Los Angeles.

Gogeta apparaît pour la première fois dans le film Dragon Ball Z : Fusions, dans lequel Son Goku et Vegeta affrontent le terrible Janemba. Impuissants face à cet adversaire, Son Goku propose à Vegeta de fusionner pour augmenter leur force. Vegeta (qui refuse dans un premier temps de fusionner avec son rival et trouve la danse de fusion ridicule) accepte à contrecœur et exécute mal la danse de fusion : le résultat est un personnage gros et très faible qui est appelé Veku. Il parvient néanmoins à survivre face à Janemba durant les trente minutes de fusion. À la tentative suivante, Végéta s'applique et la fusion réussit. Il apparaît directement au stade de Super Saiyan. Il porte des vêtements Metamol, comme Gotenks. Il dispose des compétences cumulées des deux guerriers et bat Janemba aisément.

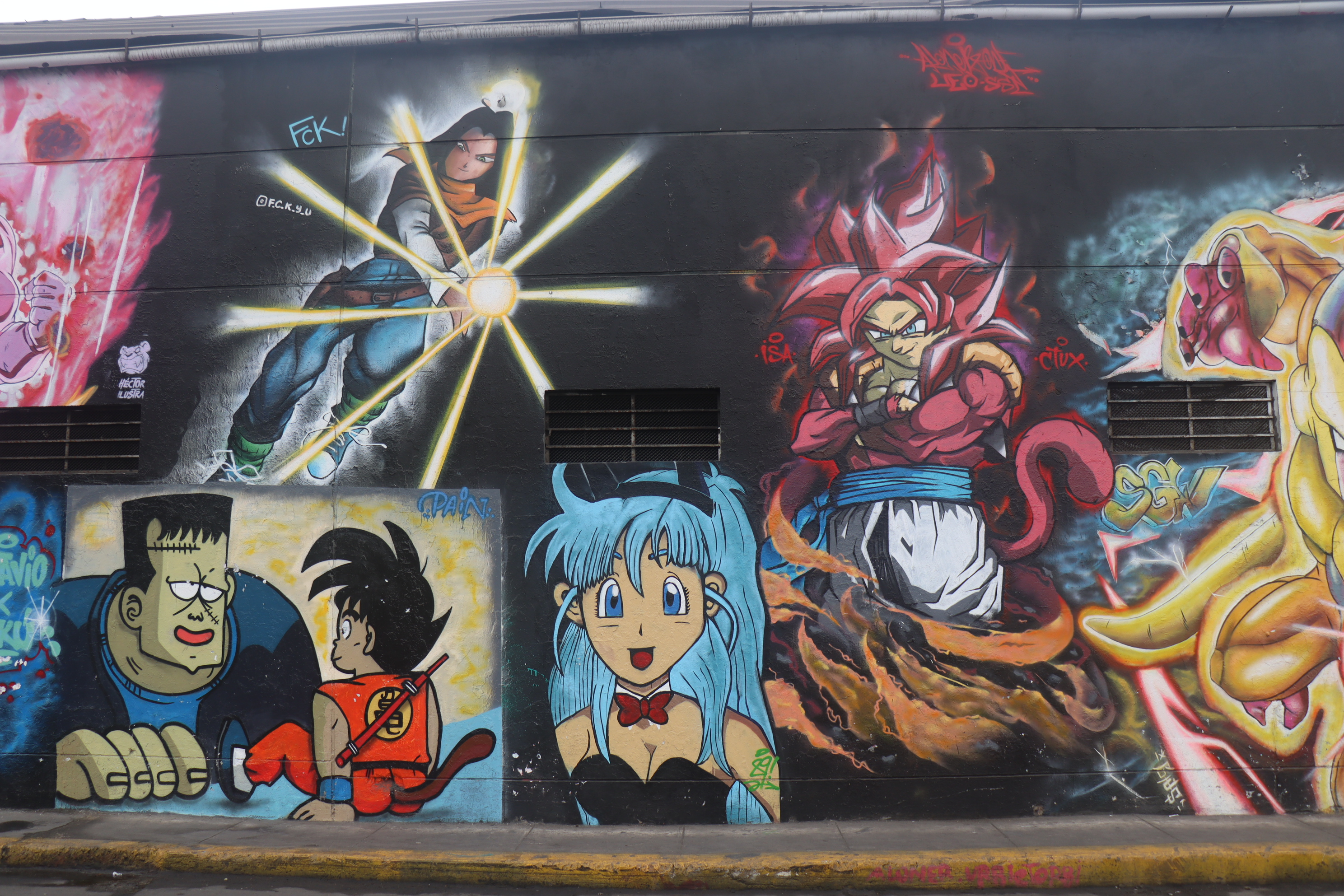
Graffitis muraux de personnages de Dragon Ball à Lima, au Pérou. Gogeta (ici en Super Saiyan 4) est celui à droite.

Il apparaît une deuxième fois vers la fin de Dragon Ball GT, lors du combat final contre Li Shenron. Cet adversaire est trop puissant pour Son Goku et Végéta, bien qu'ils aient tous les deux atteint le stade de Super Saiyan 4. Végéta propose alors à son rival de fusionner à nouveau. Ils forment le guerrier le plus puissant qui soit : Gogéta en Super Saiyan 4. Il porte toujours ses vêtements Métamol et arbore la fourrure rousse des Super Saiyan 4 et étrangement, sa chevelure est rouge sang contrairement à celles des deux combattants qui le composent qui sont noires. Sa puissance est telle qu'il domine Li Shenron avec une facilité déconcertante. Il s'amuse avec son adversaire, mais la fusion se termine avant qu'il ait pu porter le coup de grâce. Ce faible temps de fusion (environ dix minutes) est le seul point faible de Gogéta sous cette forme. Sous cette dernière, sa puissance est telle qu'il peut infliger des dégâts à son adversaire rien qu'en le regardant, il est impossible de lui donner des coups de poing car le coup se retourne contre l'adversaire à quelques centimètres du corps de Gogéta. Il peut faire apparaître quatre autres Gogéta, qui ne sont pas de simples illusions, et il a la capacité de faire apparaître des objets (ce qui demande une quantité incroyable d'énergie).
Dans le film Dragon Ball Super: Broly, Gogéta fait son apparition. N'arrivant pas tous les deux à tenir le coup contre Broly, Son Goku se téléporte avec Vegeta directement là où se trouvait Piccolo : dans une zone rocailleuse, et décide d'apprendre la fusion à son rival. Après quelques essais ratés, Gogeta apparaît enfin mais sous sa forme standard. Il retourne aussitôt continuer le combat contre Broly. Au fil du combat, il passe en Super Saiyan et parvient à maîtriser le Saiyan hargneux. Sa métamorphose en Super Saiyan Bleu est telle qu'il est parvenu à venir à bout de Broly facilement.
À propos du nom
« Gogeta » est un mélange entre « Son Goku » et «Vegeta ». Le « Go » de « Goku» a été pris suivi du « geta » de « Vegeta».
Physique
La mèche qui tombe sur son front appartient à Son Goku, la naissance de ses cheveux à Végéta. Le vêtement qu'il porte est d'origine Métamol.
Techniques
- Kikoha
- Kamé Hamé Ha
- Garrick Cannon
- Big Bang Attack
- Final Flash
- Big Bang Kamé Hamé Ha
- Big Bang Kamé Hamé Ha X100
- Atomiseur cosmique

## K

### Kale
Kale (ケール, Kēru) est la deuxième Saiyan de sexe féminin provenant de l'univers 6. Elle possède des pouvoirs et une transformation en Super Saiyan similaires à Broly (nommée Super Saiyan Berserker dans l’anime). Bien qu'elle soit une fille très timide qui est la protégée de sa sœur Caulifla, elle est dotée, une fois transformée, d'une puissance destructrice. Lors du Tournoi du Pouvoir, même Son Goku en Super Saiyan Blue ne parvient pas à lui tenir tête. C'est Jiren (conscient de la folie de Kale une fois transformée) qui parvient à la maîtriser temporairement. Plus tard, au cours du tournoi, elle se transforme à nouveau et parvient cette fois à maîtriser sa transformation mais également sa part de folie. Kale, bien qu'elle soit déjà très puissante, fusionne avec Caulifla pour affronter Son Goku. L'univers 6 ayant perdu le Tournoi du Pouvoir, Kale est par conséquent effacée de la réalité. Elle est ressuscitée à la fin du tournoi grâce aux Super Dragon Balls en même temps que son univers.
À propos du nom

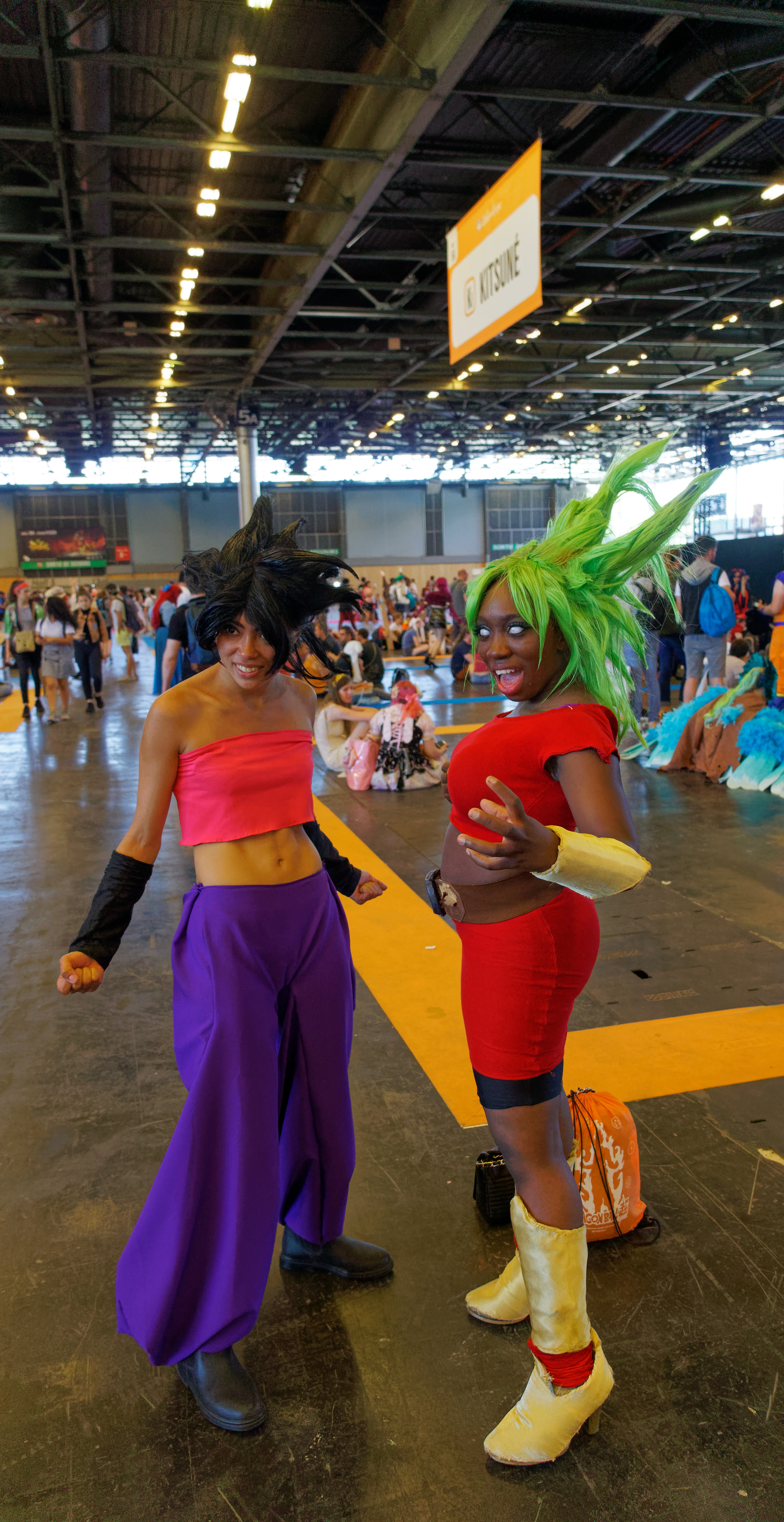
Cosplay de Kale (à droite) en Super Saiyan à la Japan Expo 2019.

Comme tous les Saiyans son nom fait référence à un légume. Keru est la prononciation japonaise de « Kale », le mot anglais pour « chou frisé ».

### Kefla
Kefla (ケフラ, Kefura), appelée Kafla dans le manga, est le résultat de la fusion entre Kale et Caulifla avec des potalas, pendant le Tournoi du Pouvoir. Sous cette forme, la guerrière possède la personnalité revêche de Caulifla. Elle domine largement Son Goku qui est totalement impuissant face à cette fusion. Elle est éjectée de la surface de combat par le « Kamé Hamé Ha » de Son Goku, après avoir retrouvé son état d'Ultra Instinct.

## N

### Nappa
Nappa (ナッパ, Nappa) est à l'origine le partenaire de Vegeta et s'accompagnent partout. Il apparaît pour la première fois le 19 décembre 1988 dans le Weekly Shōnen Jump.

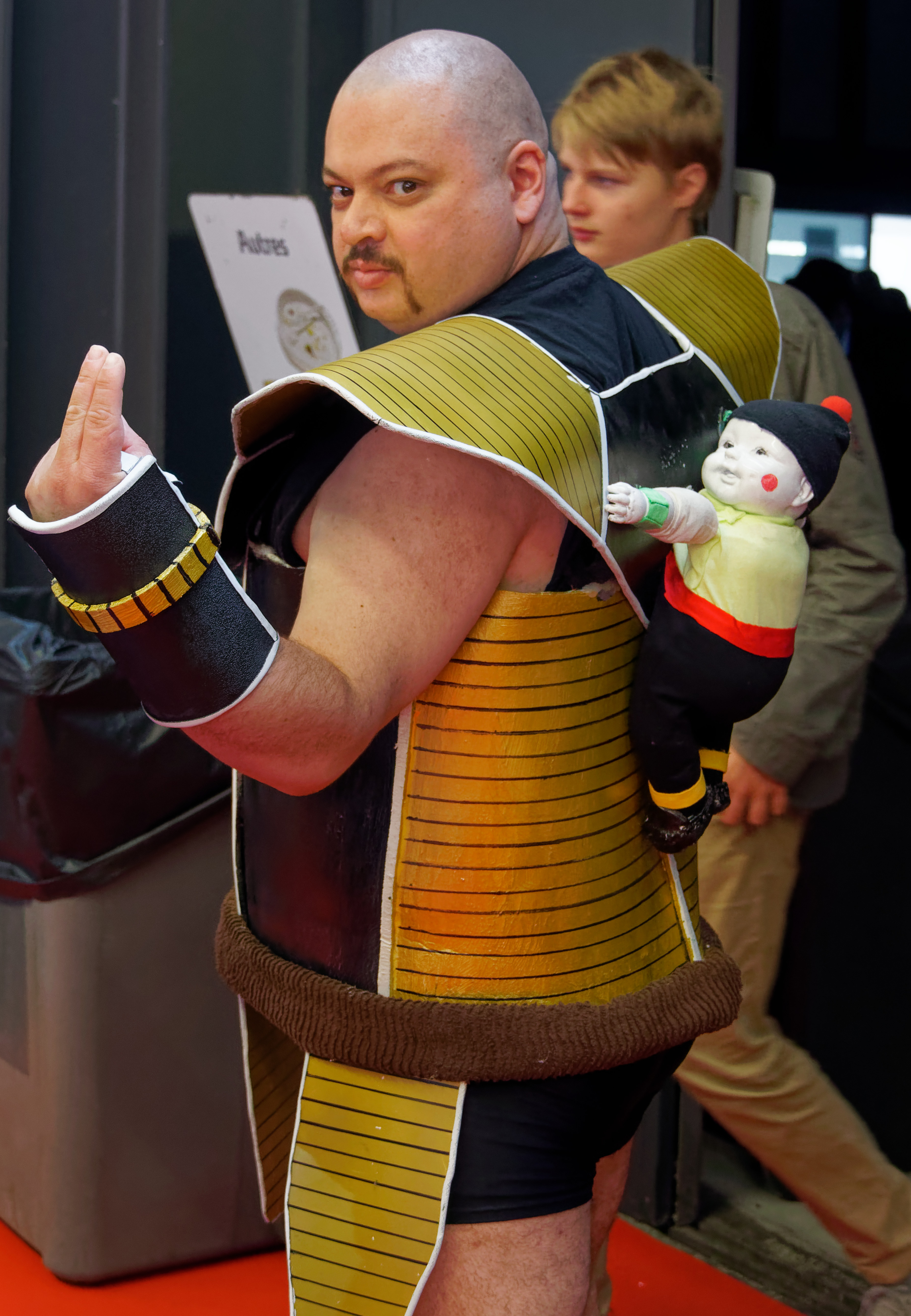
Cosplay de Nappa à la Made in Asia 2018, à Bruxelles, en Belgique.

Il est l'un des quatre Saiyan (huit avec les OAV) survivants de la planète Vegeta, détruite par Freezer.
Il arrive sur Terre avec Vegeta, un an après la mort de Son Goku, pour venger la mort de Raditz et conquérir la planète. Beaucoup moins puissant que Vegeta, il est néanmoins trop fort pour les amis de Son Goku. Chaozu et Ten Shin Han meurent, le premier en se faisant exploser afin de tuer Nappa et le second par épuisement à la suite d'une attaque trop puissante, voulant utiliser ses dernières forces pour tuer Nappa et venger Chaozu. Piccolo décède également en tentant de sauver Son Gohan.
Il est sur le point de tuer Krilin et Son Gohan, lorsque Son Goku (qui vient d'être ressuscité) fait son apparition. Bien plus puissant que lui, Son Goku humilie Nappa pour lui faire payer ses crimes mais doit se servir du Kaioken lorsque celui-ci tente de s'en prendre à Krilin et Son Gohan, (voulant les tuer avant de laisser sa place à Végéta, après que ce dernier l'a traité d'incapable et lui a ordonné de lui laisser sa place), le mettant hors d'état de nuire. Après avoir été vaincu, Nappa demande de l'aide à Vegeta, mais celui-ci l'élimine froidement car il estime qu'il ne lui est plus d'aucune utilité en raison de son incompétence.
Nappa est chauve et a servi la famille royale pendant de nombreuses années. Cependant, il y a quelques années avant le début de l'histoire, il avait des cheveux noirs.[réf. nécessaire]
Le Bakuhatsuha, la technique qui lui permet de détruire la ville où il atterrit avec Vegeta est extrêmement puissante, puisqu'elle est visible depuis l'espace. Dans l’anime Dragon Ball Z, il l'utilise pour éliminer les gardes du roi Moai, le roi du peuple des hommes-insectes de la planète Allia.
Aussi, il réapparaît dans un épisode de l’anime Dragon Ball GT, en s'échappant grâce à la porte ouverte entre le monde des humains et de l'enfer, il rase alors une ville avec cette technique puis est éliminé de nouveau par Vegeta.
Note : Dans la nouvelle mise à jour du jeu vidéo Dragon Ball Xenoverse 2, Nappa dispose de la transformation en Super Saiyan.
À propos du nom
Comme tous les Saiyans son nom fait référence à un légume. Nappa vient du japonais qui signifie « Légume-feuille ».
Techniques
- Bakuhatsuha
- Kokidan
- Bombardier DX : une boule d'énergie qui crée une explosion au contact.
- Kapa : rayon d'énergie lancé par la bouche, que Nappa utilise face à Son Gohan et Son Goku.

Puissance
- À son arrivée sur Terre : 4 000[db_fr_au 1]

## P

### Paragus
Paragus (パラガス, Paragasu), doublé par Iemasa Kayumi en japonais et Georges Lycan en français, décédé en 767 et en 780 (version du film Broly), est un des Saiyans ayant survécu à la destruction de la planète Vegeta.

#### Version deDragon Ball Z
C'est le plus vieux d'entre eux (il était adulte à la naissance de Son Goku). Il apparaît dans le film Dragon Ball Z : Broly le super guerrier.
C'est le père de Broly, le guerrier légendaire. La puissance de ce dernier à sa naissance était si développée que le roi Vegeta tenta de les faire disparaître lui et son père, en les envoyant dans les bas-fonds de la planète Vegeta. Lors de la destruction de la planète par Freezer, Paragus a été sauvé par les pouvoirs inconscients de Broly encore bébé qui a créé une bulle de protection et s'enfuit de la planète. Plus tard, Paragus est blessé par son fils (il perd alors un œil) et décide de juguler sa puissance à l'aide d'un dispositif contenu dans un diadème.
Avide de revanche envers le prince Vegeta (le fils de celui qui avait tenté de les éliminer), il aménage une planète pour lui faire croire qu'il existe une nouvelle patrie des Saiyans, puis lance Broly à l'assaut de la galaxie du Sud (que celui-ci anéantit en totalité). Cela lui donne un prétexte pour demander l'aide de Vegeta et ainsi l'attirer sur sa planète. Il projette ensuite de faire éliminer tous les Saiyans par Broly afin de s'emparer facilement de la Terre.
Après l'arrivée de Son Goku, sa ruse est finalement découverte par Trunks et Son Gohan, mais il est trop tard : à la vue de Son Goku, Broly brise son diadème et échappe définitivement au contrôle de Paragus, entreprenant d'anéantir Son Goku et ses amis. Broly étant devenu incontrôlable et donc une menace pour ses projets de conquête, Paragus essaie de quitter la planète tandis que son fils est occupé à combattre le groupe de Son Goku, en espérant que Broly mourra lors de sa destruction (par une comète). Il est sur le point de partir dans sa capsule lorsque Broly le rejoint et ayant deviné la tentative de son père de le laisser à sa perte, son propre fils l'élimine sans aucune pitié en écrasant la capsule dans laquelle Paragus se trouve, puis la lance en direction de la comète.

#### Version deDragon Ball Super
Akira Toriyama voulant remettre au goût du jour Broly et Paragus en recréant une histoire, il revient donc dans le film Broly.
Il se rend sur la planète Vampa pour y retrouver son fils injustement banni de la planète Végéta sur les ordres du Roi Vegeta, car craignant le très grand potentiel que le jeune Broly cachait en lui depuis sa naissance et le voyait très supérieur à celui de son fils Vegeta (il considérait la puissance de Broly comme un affront et avait en tête de placer uniquement Vegeta en tant que son successeur). Faisant fi de tout bon sens, il se pose dans une zone accidentée et endommage son vaisseau qui ne peut plus redécoller.
Plusieurs années plus tard, il est sauvé par Lemo et Cheelai et retourne auprès de Freezer avec son fils. Il se met au service de Freezer tout en ignorant que le tyran est à l'origine de la destruction de sa planète natale et souhaite plus que tout se venger du Roi Végéta en éliminant son fils. Il accompagne Freezer sur Terre mais se retrouve sidéré par la puissance de Vegeta.
Paragus est finalement tué par Freezer qui souhaite provoquer un choc émotionnel chez Broly pour que ce dernier devienne un Super Saiyan.
À propos du nom
Comme tous les Saiyans son nom fait référence à un légume : Paragus vient du mot japonais « Asuparagasu » qui signifie asperge.

### Pumbukin
Pumbukin (パンプーキン, Panpūkin), doublé par Takeshi Watabe en japonais, fait partie des troupes de Baddack. Lui et ses compagnons sont envoyés sur la planète Meat afin de la nettoyer de tous ses habitants. Baddack les ayant rejoint avec du retard, il arrive lorsque Sélipa et ses autres compagnons ont été éliminés par Dodoria qui leur avait tendu un piège.
Il a combattu le peuple de Meat et s'est fait battre par Dodoria.
Il apparaît dans le téléfilm Dragon Ball Z : Baddack contre Freezer.
À propos du nom
Comme tous les Saiyans, son nom vient d'un légume. Pumbukin vient de « Pumpkin » qui signifie citrouille en anglais.

### Pumpkin
Pumpkin (オニオン, Onion) est un Saiyan du passé. Il apparaît pour la première fois dans un épisode de Dragon Ball Z avec son compagnon Brocco.
À propos du nom
Comme tous les Saiyans, son nom vient d'un légume. Pumpkin vient de « Pumpkin » qui signifie citrouille en anglais.

## R

### Raditz
Raditz (ラディッツ, Radittsu), doublé par Shigeru Chiba en japonais et Gérard Surugue (DBZ, adulte), Antoine Nouel (DBZ Kai, adulte) et Brigitte Lecordier (enfant) en français, décédé le 12 octobre 761, est l'un des huit Saiyans survivants de la planète Vegeta lorsque celle-ci fut détruite par Freezer. Il apparaît pour la première fois le 4 octobre 1988 dans le Weekly Shōnen Jump.

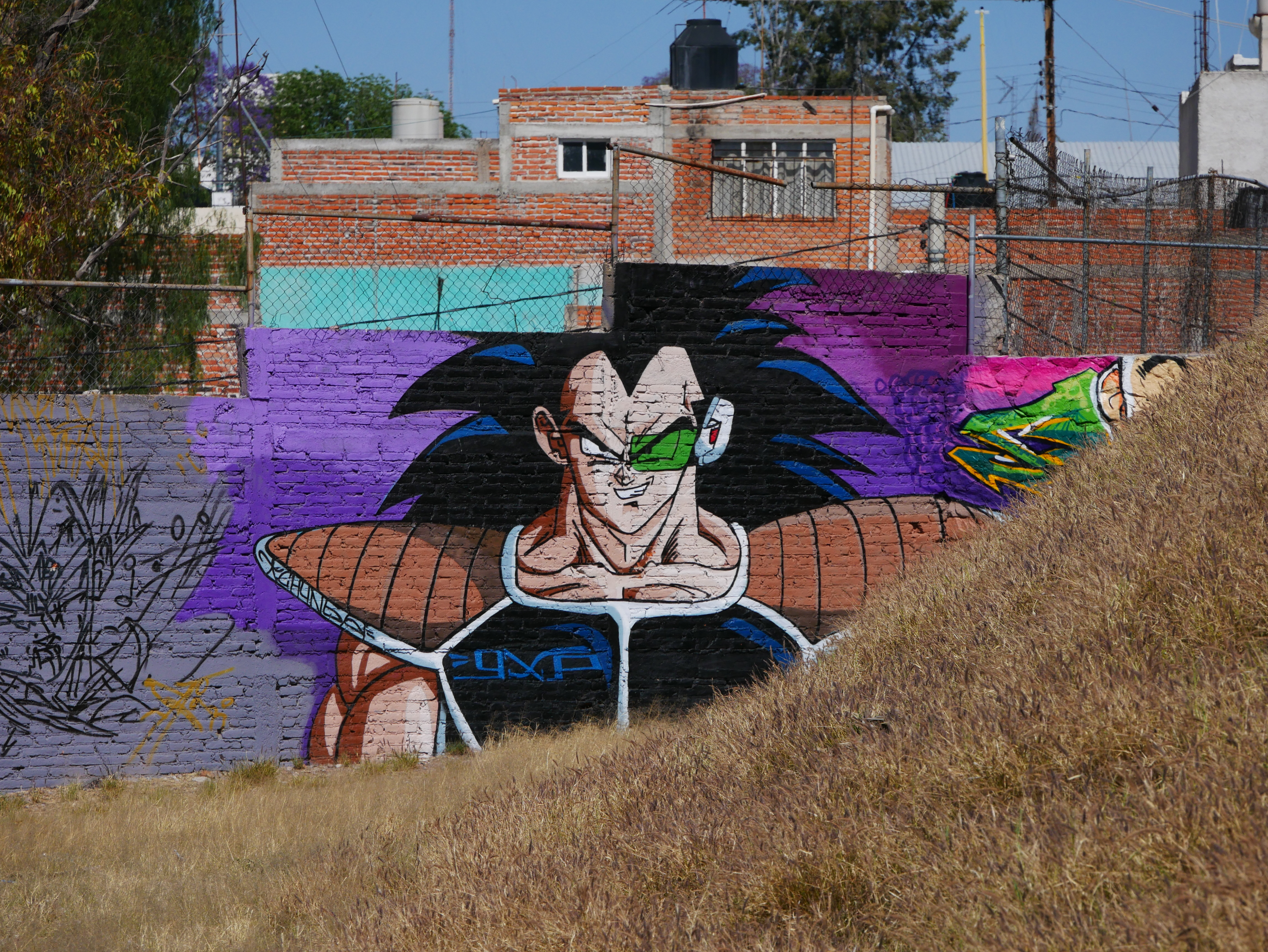
Graffiti mural de Raditz à Aguascalientes, au Mexique.

Il vient sur Terre alors que Son Goku est jeune père et a environ 23 ans. Il a pour but de recruter ce dernier pour aider Vegeta, Nappa et lui-même à conquérir une planète résistante. Il lui fait la terrible révélation qu'ils sont frères, viennent d'une autre planète, et que Son Goku a été envoyé sur la Terre alors qu'il n'était que bébé, dans le but de conquérir la planète. Mais Son Goku, après avoir reçu un coup sur la tête, avait oublié sa mission d'origine et avait choisi d'être bon. Son Goku refuse de se joindre aux Saiyans. Raditz menace donc Son Goku de s'en prendre à la vie de son fils s'il ne le suit pas. Comme gage de sa bonne foi, Raditz demande à Son Goku de lui apporter les cadavres de cent humains sinon il tuerait Son Gohan. Après avoir terrassé Son Goku et Krilin, il part avec Son Gohan vers son vaisseau.
Mais Son Goku, aidé de Piccolo, le rattrape et décide de se battre contre lui. Bien qu'encore trop faibles pour rivaliser avec les habitants de la plupart des planètes, Son Goku et Piccolo parviennent quand même à affaiblir Raditz, guerrier de seconde zone parmi les Saiyans. Son Gohan les aide également en attaquant Raditz. Celui-ci remarque à ce moment la puissance que peut obtenir Son Gohan grâce à sa fureur, alors qu'il n'a pas commencé à se battre. Piccolo en profite pour lancer pour la première fois sa plus puissante attaque Makanko sappo qui tue Raditz grâce à Son Goku qui le maintient sur la trajectoire du rayon, se sacrifiant ainsi pour venir à bout de son ennemi. Avant de mourir, Raditz annonce que les deux Saiyans Vegeta et Nappa arriveront dans un an.
Il fait une brève apparition dans Dragon Ball GT, lorsqu'il s'est échappé de l'enfer et il sera réexpédié en enfer.
Il apparait également dans le film Broly lorsqu'il est enfant.
À propos du nom
Comme tous les Saiyans, son nom vient d'un légume. « Radittsu » vient de l'anglais « Radish » qui signifie Radis.
Famille
C'est le fils de Bardock et de Gine et donc le frère de Son Goku. Par conséquent, Son Gohan et Son Goten sont ses neveux.
Techniques
- Buku Jutsu
- Kikoha

Puissance
- À son arrivée sur Terre : 1 200[dbz_ep 1],[dbzkai_ep 1] ou 1 500[db_fr_au 1]

## S

### Sélipa
Sélipa (セリパ, Seripa) ou Celipa, doublée par Yūko Mita en japonais et Céline Monsarrat en français, fait partie des troupes de Baddack. Elle et ses compagnons sont envoyés sur la planète Meat afin de la nettoyer de tous ses habitants. Baddack les ayant rejoints avec du retard, il arrive lorsque Sélipa et ses autres compagnons ont été éliminés par Dodoria qui leur avait tendu un piège.
Sélipa n'est pas la mère de Kakarotto et de Raditz mais juste une amie de Baddack.
Physiquement, elle ressemble beaucoup à Videl quand celle-ci a les cheveux coupés.
Elle a combattu le peuple de Meat et a été battue par Dodoria.
Elle apparaît dans le téléfilm Dragon Ball Z : Baddack contre Freezer et le jeu vidéo Dragon Ball Z: Budokai Tenkaichi 3 où dans la transcription française du jeu, elle est nommée Fasha.
À propos du nom
Comme tous les Saiyans, son nom vient d'un légume. « Seripa » est l'anagramme de la prononciation japonaise du persil (paseri).

### Shallot
Shallot (シャロット, Sharotto) est un Saiyan originaire du passé, lorsque la Planète Vegeta s'appelait encore Planète Plant. Il est le principal protagoniste du jeu mobile Dragon Ball Legends. Un démon du nom de Zahha l'a manipulé et effacé ses souvenirs, afin qu'il affronte Giblet. 
Shallot maitrise la plupart des stades de transformation en Super Saiyan (niveau 1, 2, 3, God et Blue).
Il apparaît également comme personnage jouable dans Dragon Ball: Sparking! Zero.
À propos du nom
Shallot vient vient du mot anglais "shallot", qui signifie échalote en français.

### Shallet
Shallet (シャレット, Sharetto) apparaît dans le jeu mobile Dragon Ball Legends. Il s'agit de la fusion avec la danse métamol entre les deux frères jumeaux Shallot et Giblet. Physiquement, il porte la tenue traditionnel résultant de la fusion métamol. Son visage à la cicatrice de Giblet, et il a la queue de singe de Shallot. Il peux aussi se transformer en Super Saiyan divin.
À propos du nom
Shallet étant une fusion, il mélange les noms de Shallot et Giblet.

### Son Goku Junior
Son Goku Junior (孫悟空ジュニア, Son Gokū Junia), doublé par Masako Nozawa en japonais et Brigitte Lecordier en français, né vers 895, apparaît à la fin de Dragon Ball GT et est également le personnage principal du téléfilm Dragon Ball GT : Cent Ans après.
Il apparaît dans la toute fin de la série, enfant, lors d'un Tenkaichi Budokai, où on l'aperçoit affrontant Vegeta Junior, descendant de Bulma et Vegeta, auquel il ressemble lui aussi trait pour trait.
Famille
C'est l’arrière-petit-fils de Pan, et donc le descendant de Son Goku. Par conséquent, Son Gohan et Videl sont ses arrières-arrières-grands-parents, Son Goten son arrière-arrière-grand-oncle, Son Goku et Chichi ainsi que Mr Satan ses arrières-arrières-arrières-grands-parents, Raditz son arrière-arrière-arrière-grand-oncle, Baddack, Gine ainsi que Gyumao ses arrières-arrières-arrières-arrières-grands-parents.
Physique
Il ressemble trait pour trait à ses aïeuls Son Goku et Son Goten lorsqu'ils étaient jeunes. Il porte des vêtements similaires à ceux de Son Goku dans toute la série GT et sur le front, il porte un bandana rouge, qui fait penser à celui de Baddack.
Techniques
- Kamé Hamé Ha
- Super Saiyan

Puissance
Sa puissance n'est pas évoquée mais tout comme Son Goten, il a la capacité de se transformer en Super Saiyan dès son plus jeune âge.

## T

### Table
Table (ターブル, Tāburu) ou Tarble, doublé par Masakazu Morita en japonais, apparaît dans le téléfilm Dragon Ball : Salut ! Son Goku et ses amis sont de retour !!.
Il s'agit du frère cadet de Vegeta. D'après Vegeta, il a été envoyé dans son enfance sur une planète quelconque car il n'avait pas de talent pour l'art du combat. Il est marié à Guru. Il vient sur Terre afin de demander de l'aide à Vegeta pour vaincre Abo et Cado.
Il apparaît une deuxième fois dans le jeu vidéo Dragon Ball: Raging Blast 2 en personnage jouable. Bulma le mentionne aussi dans le film Dragon Ball Z: Battle of Gods.
À propos du nom
Son nom vient du mot ベジタブル (Bejitaburu) raccourci en ターブル (Tāburu). Son nom est donc en rapport avec le mot « Vegetable » signifiant légume en anglais.
Famille
Il est le frère de Vegeta et le fils du roi Vegeta. Par conséquent, Bulma est sa belle-sœur, Trunks son neveu, Bra sa nièce et Vegeta Junior son arrière-arrière-arrière-petit-neveu. Guru est sa femme.
Physique
Il ressemble beaucoup à Vegeta. Il a les cheveux noirs avec une mèche qui retombe, il est plus petit que son frère et porte une armure de l'armée de Freezer. C'est le seul Saiyan qui a toujours sa queue.
Technique
- Buku Jutsu

Puissance
Sa puissance n'est pas évoquée mais on peut l'estimer inférieure à celle de ses ennemis Abo et Cado qui, eux, ont une puissance similaire à celle de Freezer.

### Toma
Toma (トーマ, Tōma), doublé par Kazuyuki Sogabe en japonais, fait partie des troupes de Baddack. Lui et ses compagnons sont envoyés sur la planète Meat afin de la nettoyer de tous ses habitants. Baddack les ayant rejoints avec du retard, il arrive lorsque Sélipa et ses autres compagnons ont été éliminés par Dodoria qui leur avait tendu un piège.
Il a combattu le peuple de Meat et a été battu par Dodoria. Il meurt dans les bras de Baddack après lui avoir révélé la trahison de Freezer.
Il apparaît dans le téléfilm Dragon Ball Z : Baddack contre Freezer.
À propos du nom
Comme tous les Saiyans, son nom vient d'un légume. Toma vient de la tomate.

### Totappo
Totappo (トテッポ, Totepo), doublé par Kōzō Shioya en japonais, fait partie des troupes de Baddack. Lui et ses compagnons sont envoyés sur la planète Meat afin de la nettoyer de tous ses habitants. Baddack les ayant rejoints avec du retard, il arrive lorsque Sélipa et ses autres compagnons ont été éliminés par Dodoria qui leur avait tendu un piège.
Il a combattu le peuple de Meat et a été battu par Dodoria.
Il apparaît dans le téléfilm Dragon Ball Z : Baddack contre Freezer.
À propos du nom
Le nom de ce personnage évoque la pomme de terre, par contrepèterie du mot anglais potato.

### Tullece
Tullece (ターレス, Tāresu), ou Thalès dans la version française de l'anime, doublé par Masako Nozawa en japonais et Frédéric Bouraly en français, décédé en 762, est l'un des Saiyans ayant survécu à la destruction de la planète Vegeta. Il apparaît dans le film Le Combat fratricide et l'OAV Le Plan d'anéantissement des Saïyens.
Thalès arrive sur Terre accompagné de plusieurs hommes de main afin, certes, de la conquérir mais pas seulement : il cherche également un sol propice pour planter « l'arbre de vie », un arbre colossal qui a le pouvoir de drainer l'énergie vitale de tous les êtres vivants, puis de concentrer celle-ci dans ses fruits, augmentant la puissance de celui qui les mange. Il est également curieux de voir ce que Son Goku est devenu.
Après la croissance de cet arbre, Thalès et ses hommes sont affrontés par Son Goku et ses amis Krilin, Piccolo, Yamcha, Ten Shin Han et Chaozu. Mais tous sont finalement vaincus par les hommes de main de Thalès. Pendant ce temps, ce dernier transforme Son Gohan en gorille géant et le lance contre Son Goku qui n'a d'autre choix que la fuite.
Finalement, Son Goku parvient à mettre son fils à l'abri et à éliminer ensuite tous les hommes de Thalès. Mais Thalès lui-même est coriace et Son Goku se trouve en fâcheuse posture. Cependant, la colère fait augmenter sa puissance et lui fait prendre l'avantage, mais Thalès mange alors un fruit de l'arbre de vie et met Son Goku hors de combat grâce au surplus de puissance acquis.
Krilin et les autres se relèvent et attaquent Thalès sans résultat, mais cela laisse à Son Goku le temps de concentrer et projeter un Genki Dama formé de l'énergie des êtres vivants, contre Thalès. Sans succès néanmoins car la plus grande partie de l'énergie vitale présente sur Terre a été absorbée par l'arbre de vie.
Lorsque tout semble perdu et que Son Goku glisse dans l'inconscience, il ressent une source d'énergie et se dirige péniblement vers elle ; en fait, il s'agit de l'énergie contenue dans les fruits de l'arbre de vie. Cette énergie lui permet de former un nouveau Genki Dama. Il affronte Thalès au sommet de l'arbre et cette fois remporte le duel, son adversaire est anéanti en même temps que l'arbre et l'énergie vitale est rendue aux formes de vie terrestres.
Thalès réapparaît dans l'OAV inédit jamais retranscrit en version française, Dragon Ball Z : Le Plan d'anéantissement des Saïyens. Cependant, Thalès n'est qu'un guerrier fantôme ayant son apparence, son caractère et sa mémoire, créé par le Dr Egui et nourri par sa propre haine envers les Saiyans. Il a alors été tué par Son Gohan.
À propos du nom
« Thalès » est une erreur de traduction, puisque le nom du philosophe grec, Thalès de Milet, s'écrit en japonais タレス et non ターレス qui est la transcription phonétique de Tullece, anagramme de Lettuce signifiant laitue en anglais.
Famille
Il serait le frère de Son Goku, dans la VF du film, selon ses propres dires. Le titre français pourrait confirmer cela. Mais cette réplique n'existe pas dans la VO, où il est simplement un guerrier issu des classes inférieures, comme Son Goku, ce qui explique leur ressemblance physique. De même, le titre original n'implique pas de fraternité. Dans les autres œuvres de l'univers Dragon Ball où il est question de la famille de Son Goku, il n'est jamais fait mention de Thalès.
Physique
C'est physiquement la copie conforme de Son Goku et de Baddack, excepté pour la teinte de peau qui est plus sombre. Il a également plus de mèches de cheveux que Son Goku (lorsque ce dernier n'est pas transformé).
Doublage
Bien que dans la version originale Thalès soit doublé par Masako Nozawa au même titre que Son Goku, il n'est pas doublé par Patrick Borg, la voix française de Son Goku. Cependant, Patrick Borg se mit à le doubler dans un OAV.
Techniques
- Kikoha
- Buku Jutsu
- Oozaru

## V

### Vegeta Junior
Vegeta Junior (ベジータジュニア, Bejīta Junia), né vers 895, apparaît comme Son Goku Junior dans le dernier épisode de Dragon Ball GT. Il affronte Son Goku Junior en finale du Tenkaichi Budokai, mais le gagnant demeure inconnu.
Physique
Il ressemble trait pour trait à son ancêtre Vegeta.
Famille
C'est l'arrière-arrière-petit-fils de Vegeta. Par conséquent, Table est son arrière-grand-oncle, Bulma son arrière-arrière-grand-mère et le Roi Vegeta son arrière-arrière-arrière-grand-père donc l’arrière-petit-fils ou neveu de Trunks et l’arrière-petit-fils ou neveu de Bra.
Personnalité
Il a le même caractère que Vegeta en étant fier et sûr de lui.
Techniques
- Garrick Cannon
- Super Saiyan

### Roi Vegeta
Pour les articles homonymes, voir Vegeta (homonymie).

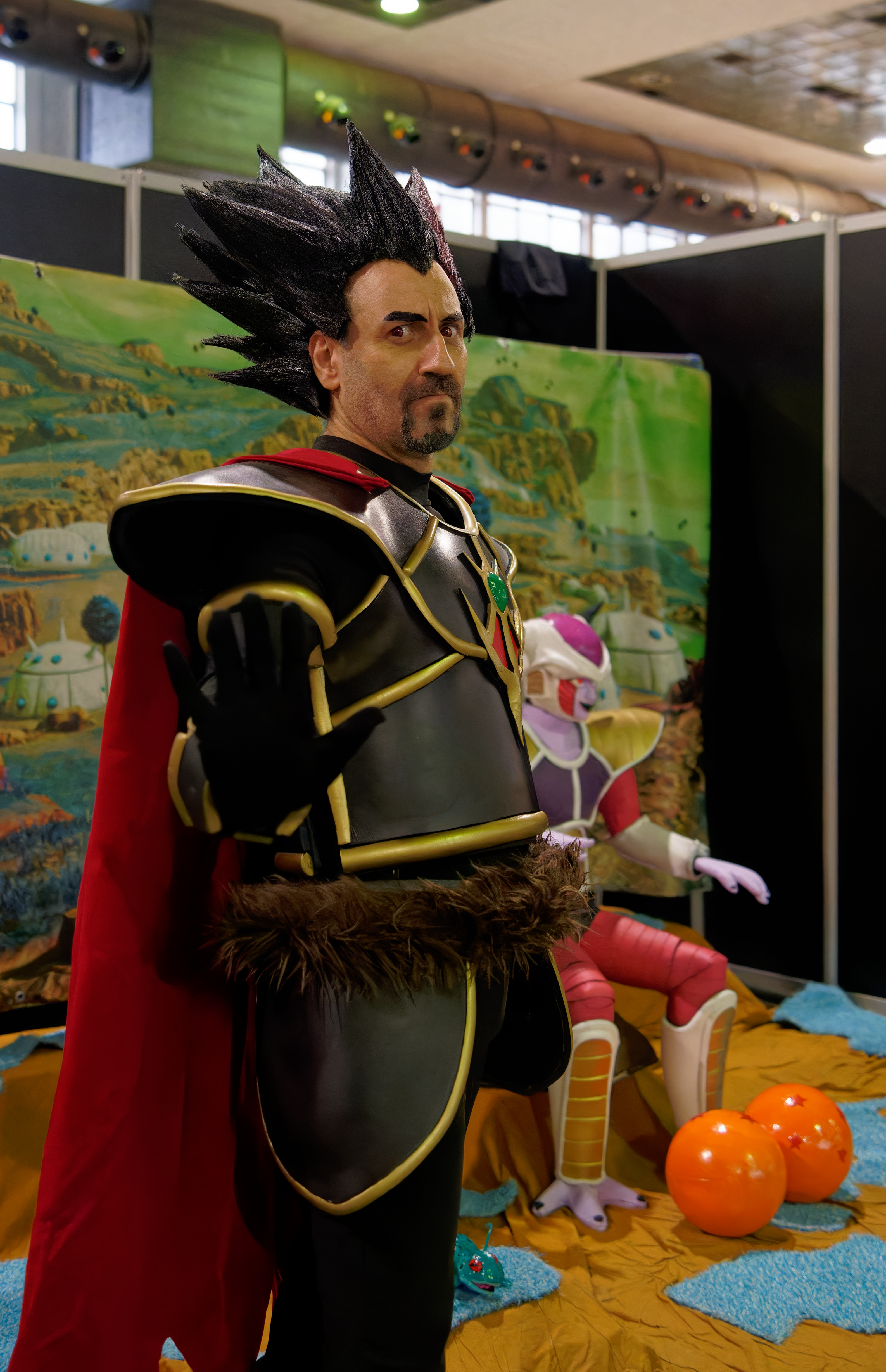
Cosplay du roi Vegeta à la Made in Asia 2023, à Bruxelles, en Belgique.

Le roi Vegeta (ベジータ王, Bejīta Ō), doublé par Éric Legrand en français, décédé en 737 dans le vaisseau spatial de Freezer, est évoqué dans le manga original mais ne fait aucune apparition. Les détails suivants sont tirés de la série télévisée et des films.
Il est celui qui règne sur la planète Vegeta entière, où il est plus vu comme un dictateur.
Il n'hésite pas à donner l'ordre d'exiler Broly qui est plus puissant que son fils Vegeta. Par la suite son père, Paragus, le rejoindra sur sa planète d'exil et préparera sa vengeance, le roi Vegeta s'allie à Freezer. L'un de ses gardes royaux lui conseille d'éloigner le jeune prince Vegeta du tyran, pensant que celui-ci pourrait lui nuire. Ne supportant plus la manière dont Freezer traite les Saiyans, il tente de révolter son peuple contre le tyran Freezer, mais il est tué en un seul coup par celui-ci, qui détruit ensuite la planète Vegeta.
Famille
C'est le père de Vegeta et de Table, descendant de la famille royale de la planète Vegeta. Sa famille est censée être la plus puissante parmi le peuple des Saiyans. Il est également le grand-père de Trunks, de même que sa version du futur, ainsi que le grand-père de Bra. De plus, Bulma (la femme de Vegeta) et Gure (la femme de Table) sont ses belles-filles.
Technique
- Buku Jutsu
- Kikoha

### Vegetto
Vegetto (ベジット, Bejito), également connu sous Vegerot ou Végéku dans les versions antérieures et françaises de l’anime Dragon Ball Z, doublé par Ryō Horikawa et Masako Nozawa en japonais et Éric Legrand et Patrick Borg en français, apparaît pour la première fois dans le manga Dragon Ball en 1984.

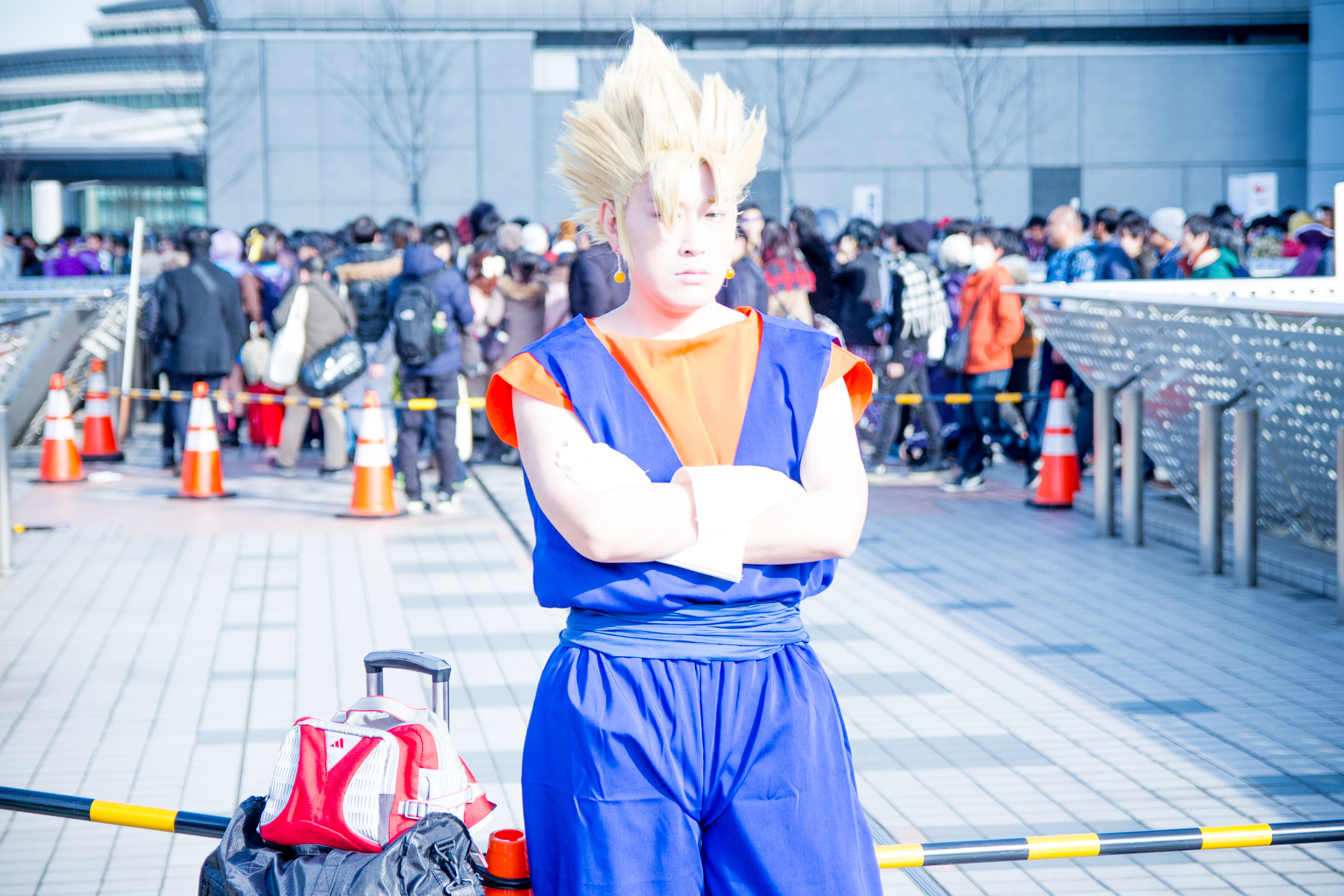
Cosplay de Vegetto en Super Saiyan au Comic Market 91, à Tokyo en 2016.

Il résulte de la fusion entre Son Goku et Vegeta grâce aux potalas. Cette méthode de fusion, originellement réservée aux Kaio Shin, est plus puissante que la fusion inventée par les habitants de la planète Métamol, qui est pratiquée par Trunks et Son Goten.
Dans Super Dragon Ball Heroes, son alter-égo, venu d'un univers différent du sien, dispose pour la première fois d'une forme en Super Saiyan 4.
Il fait sa première apparition lors de son combat contre Boo. Il porte les mêmes vêtements que Goku, mais l'uniforme est bleue avec un t-shirt orange, puis porte également les mêmes gants et bottes que Vegeta. Tout comme le prince des Saiyans, il est très arrogant et très sûr de lui, mais possède aussi le côté joueur. Car plus le combat est facile pour lui, plus il considère cela comme un divertissement. Tout comme Goku, il est naïf et fait un excès de confiance.
La fusion par Potalas est définitive chez les dieux, mais pas chez les Saiyans. En effet, il est révélé, dans la série Dragon Ball Super, que la fusion par Potalas des Saiyans est limitée à une heure, selon le niveau de puissance utilisé par le guerrier fusionné. Mais plus la puissance est grande, plus la durée de la fusion se réduit.
Il apparaît pour la deuxième fois, contre Zamasu, et possède la transformation du Super Saiyan Bleu de Son Goku et Vegeta. Cette fois-ci, la tournure du combat fut sérieuse car Zamasu, ayant fusionné avec Black Goku, avait presque le même potentiel énergétique que Vegetto. Cependant, la fusion ne dure pas très longtemps à cause de la grande quantité d'énergie que nécessite le Super Saiyan Bleu.
À propos du nom
« Bejitto » est un mélange entre « Bejita » et « Kakarotto » (qui est le nom saiyan de Son Goku). Le « Beji » de Bejita a été pris suivi du « tto » de Kakarotto.
Physique
Vegetto a une taille intermédiaire entre celle de Vegeta et celle de Son Goku. Il a les gants et les bottes de Vegeta, mais son costume est celui de Son Goku, à la différence près que les couleurs sont inversées. Sa ceinture est d'un bleu plus clair que celui de son costume qui est bien plus foncé (comme celui de Vegeta). Il a également les cheveux noirs, qui pointent vers l'arrière de la tête comme Vegeta, et deux mèches qui retombent sur son front, comme Son Goku.
Personnalité
Vegetto possède la fierté saiyanne, l'arrogance et le sens tactique de Vegeta, mais il pense tout de même à ses amis et n'hésite pas à se laisser absorber par Boo pour aller les sauver, ce qui ressemble plus à Son Goku. Il est également très joueur, n'hésitant pas à humilier Boo en ne se battant qu'avec les pieds et rarement avec ses poings.
Techniques
- Big Bang Attack
- Bouclier d'énergie (technique propre à Vegetto)
- Buku Jutsu
- Déplacement instantané
- Final Flash
- Garrick Cannon
- Hasshuken
- Kaioken
- Kamé Hamé Ha
- Final Kamé Hamé Ha
- Kiai
- Kienzan
- Kikoha
- Power Ball
- Ryū-Ken
- Taiyoken
- Transposition

Puissance
Vegetto est le Saiyan le plus puissant de Dragon Ball Z et de Dragon Ball Super. Sa puissance, après s'être transformé en Super Saiyan, est très largement supérieure à celle de Boo (qui a pourtant absorbé Son Gohan).
Doublage
Dans l’anime, il est doublé en français par Éric Legrand. Celui-ci a pris alors une voix similaire à celle de Vegeta, mais plus grave afin de ne pas être confondue avec cette dernière, d'autant que Son Goku (doublé par Patrick Borg) possède une voix beaucoup plus grave que Vegeta, ce qui explique le changement de timbre.
Lorsqu'il apparaît pour la toute première fois, à la fin de l'épisode Le Refus de Vegeta, Vegetto ne prononce alors qu'une seule phrase, qui est doublée par les deux comédiens simultanément, à la manière de Gotenks dans de nombreux épisodes ou de Gogeta dans le film Fusions.
Le doublage par Éric Legrand est effectué dès l'épisode suivant et est respecté jusqu'à la fin, à savoir lorsque Son Goku et Vegeta seront séparés, après leur absorption par Boo.
Le choix du comédien était cependant logique, puisque Patrick Borg doublait aussi Boo. Il aurait été inutile qu'il soit obligé d'assurer à lui tout seul la quasi-totalité du doublage de ces épisodes, dans la mesure où le combat entre ces deux personnages occupe alors 90 % de la mise en scène.
À noter que dans la version originale, Vegetto possède les voix simultanées de Son Goku et de Vegeta en permanence, ce qui est aussi le cas dans la version française de l'anime Dragon Ball Super, car Patrick Borg se joint à Éric Legrand pour le doublage de la fusion des Saiyans.

## Y

### Yamoshi
Yamoshi (ヤモシ) est un personnage de Dragon Ball Super. Il a vécu il y a plusieurs milliers d'années, et est le tout premier Saiyan à s'être transformé en Super Saiyan et Super Saiyan Divin. Il n'apparaît jamais physiquement, et est seulement mentionné dans des récits, bien qu'on puisse voir sa silhouette dans des flash-back.

#### Tome de l’Anime Comics
1. ↑  Dragon Ball Z (Anime Comics) – Tome 03

#### Autre livre
1. 1 2 3 4  Le Dictionnaire de Dragon Ball

#### Épisode deDragon Ball Z
1. ↑  Dragon Ball Z – Épisode 23

#### Épisode deDragon Ball Z Kai
1. ↑  Dragon Ball Z Kai – Épisode 9

#### Film deDragon Ball Z
1. ↑  Dragon Ball Z – TV Special 1
2. ↑  Dragon Ball Z – Film 14

#### Ouvrage

##### Anime Comics
- Akira Toriyama (trad. du japonais), Dragon Ball Z, t. 03 : 1re partie : Les Saïyens, coll. « Shônen », 9 juillet 2008, 176 p., 11,5 × 18 cm, couverture couleur, broché (ISBN 978-2-7234-5791-0 et 2-7234-5791-5, ISSN 1253-1928, présentation en ligne)

##### Autre livre
- Akira Toriyama (trad. du japonais par Olivier Huet), Le Dictionnaire de Dragon Ball, Grenoble, Glénat, coll. « Art of », 3 novembre 1999, 312 p., 18,8 × 26,3 cm, couverture couleur, broché (ISBN 978-2-7234-2945-0 et 2-7234-2945-8, OCLC 422071415, BNF 39110010, présentation en ligne)